# مایپو (شیلی)
مایپو (به اسپانیایی: Maipú) یک شهرستان در شیلی است که در استان سانتیاگو واقع شده‌است. مایپو ۱۳۳ کیلومتر مربع مساحت و ۴۶۸٬۳۹۰ نفر جمعیت دارد.

## خواهرخوانده
شهر سن مارتین، بوئنوس آیرس خواهرخواندهٔ مایپو (شیلی) هست.